# Битва при Панипате (1526)
Битва при Панипате — сражение между могольскими войсками Бабура и делийским султаном Ибрахим-шахом Лоди, которое произошло 21 апреля 1526 года в Северной Индии и положило начало Империи Великих Моголов. Одно из первых сражений с применением огнестрельного оружия и артиллерии на Индийском субконтиненте.

## Расстановка сил
В 1526 году войска Бабура, правителя Кабулистана из рода Тимуридов, победили превосходящую по численности армию Ибрахим-шаха Лоди, последнего султана Дели, чьё могущество подтачивалось постоянными восстаниями мятежных эмиров. Ему фактически подчинялись только Дели с округой.
Битва произошла 21 апреля около деревни Панипат (в настоящее время город в индийском штате Харьяна), ставшей местом ещё нескольких сражений за контроль над Северной Индией начиная с XII века.
Войско Бабура включало в себя около 15 000 человек и от 20 до 24 пушек. Бабуру противостояло войско Лоди в 30 000—40 000 воинов, включавшее, по разным оценкам, от 100 до 1000 боевых слонов.

## Ход и итог сражения

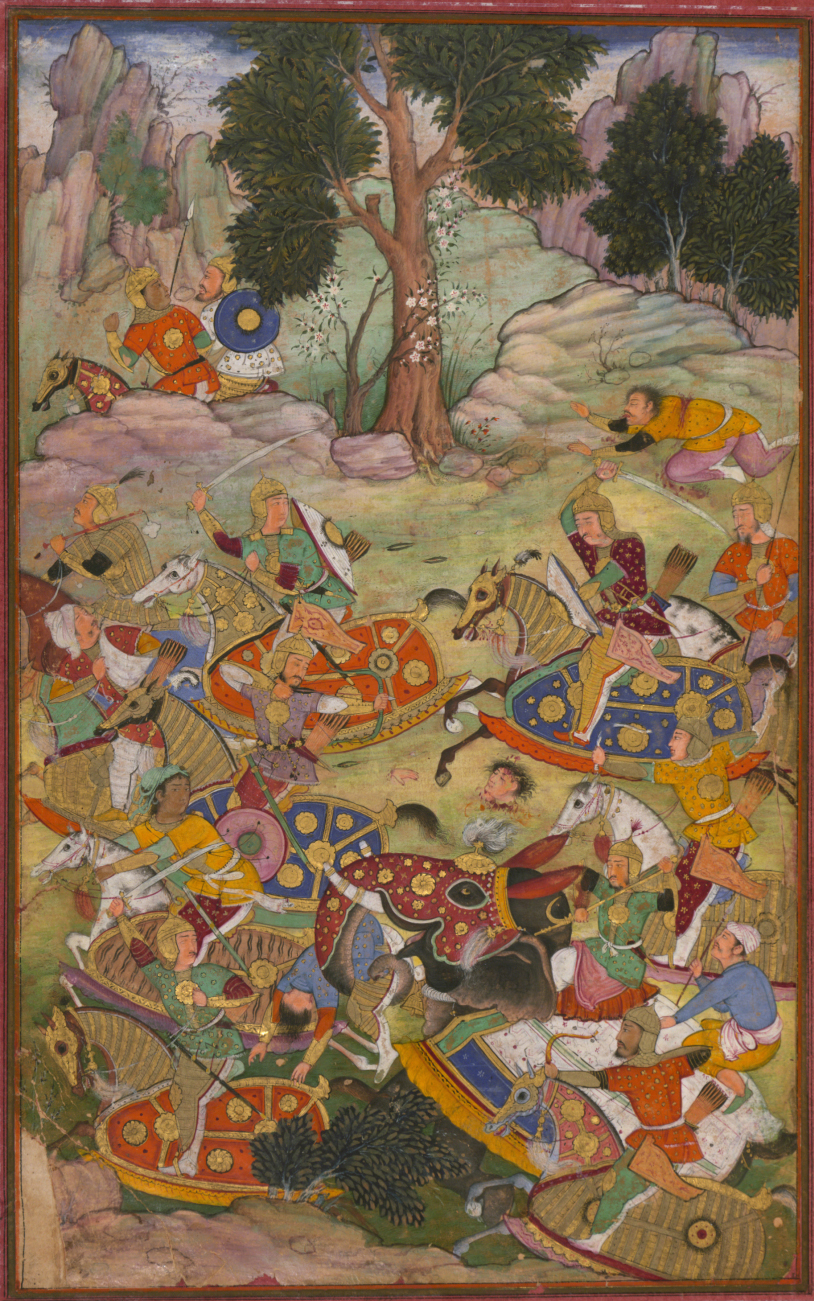
Гибель Ибрахим-шаха Лоди. Иллюстрация к «Бабур-наме» (конец XVI века)

Бабур приказал возвести полевые укрепления из поставленных в круг повозок. Подобная практика была распространена среди монголов, жителей Малой Азии и других восточных народов. Между повозками располагались воины, вооружённые огнестрельным оружием и защищённые щитами. Несмотря на численное превосходство своих войск, Ибрахим-шах Лоди не решался первым атаковать. Тогда Бабур, чтобы спровоцировать его, приказал совершить вылазку группе воинов. Утром 21 апреля Ибрахим-шах Лоди наконец предпринял первую атаку. Ему удалось добиться успеха на правом фланге, но в центре, где была сосредоточена артиллерия Бабура, он потерпел неудачу. Боевые слоны делийцев, испугавшись шума пушечных выстрелов, стали неуправляемыми и окончательно разрушили боевой порядок войск Лоди. К середине дня армия Бабура перешла в наступление, захватив лагерь противника. Множество пленников Бабур приказал обезглавить.
Победа в битве позволила Бабуру почти беспрепятственно занять Дели и Агру, подчинив себе таким образом всю Северную Индию.